# Cheiracanthium tagorei
Cheiracanthium tagorei là một loài nhện trong họ Miturgidae.
Loài này thuộc chi Cheiracanthium. Cheiracanthium tagorei được Biswamoy Biswas & Dinendra Raychaudhuri miêu tả năm 2003.